# Fusillade (Gerrit Bolhuis)
Fusillade, ook wel De gevallen hoornblazer, is een bronzen beeld aan het Eerste Weteringplantsoen in Amsterdam, in 1954 gemaakt door Gerrit Bolhuis. Hier fusilleerde het Duitse leger op 12 maart 1945 dertig politieke gevangenen  als wraakactie voor een verzetsdaad.

## Wat vooraf ging
Op 10 maart 1945 deed de Sicherheitsdienst huiszoeking in de woning Stadhouderskade 56, die als centrale post voor Groep 2000 diende. In deze verzetsgroep duidden de leden elkaar aan met nummers en in de tuin lag de centrale lijst begraven die hun namen aan de nummers koppelde. Om te voorkomen dat deze gevonden zou worden, drongen verzetsleden de volgende dag het huis binnen. Er volgde een vuurgevecht, waarbij Ernst Wehner, Hauptscharführer van de SS, om het leven kwam.

## De fusillade
Als vergelding werden op 12 maart dertig politieke gevangenen uit het nabije Huis van Bewaring I geboeid naar het Eerste Weteringplantsoen geleid, tegenover de Stadhouderskade. Willekeurige burgers werden daarheen gedreven en gedwongen om toe te kijken. De gevangenen worden in drie groepen van tien door een vuurpeloton doodgeschoten. Er viel ook een min of meer toevallig slachtoffer: dominee Jan Koopmans, die vanuit zijn huis toekeek, werd door een verdwaalde kogel geraakt en overleed twee weken later. In omringende huizen waren tot laat in de 20e eeuw kogelinslagen te zien. Tijdens een renovatie zijn die verwijderd en overgebracht naar Verzetsmuseum Amsterdam.

## Het beeld
De opdracht kwam van de Amsterdamse Oorlogsmonumenten-commissie. Bolhuis maakte een beeld in de vorm van een vallende hoornblazer. Het oorspronkelijke beeld zou in 1952 uit kalksteen gehouwen worden. Tijdens het bewerken raakte Bolhuis echter een zwakke plek en het beeld werd verhakt en onbruikbaar. Een aantal mensen en organisaties sprongen financieel bij om een tweede versie in brons te maken. Een van de gevers was brouwerij Heineken, die ook aan de Stadhouderskade was gevestigd.
Bolhuis verklaarde in de Volkskrant van 18 februari 1954 niet meer exact te weten waar hij de inspiratie vandaan haalde. Op 18 september 1954 werd het monument door burgemeester Arnold Jan d'Ailly onthuld. De plaquettes zijn in 1996 toegevoegd en werden onthuld op 4 mei.
In de volksmond kreeg het beeld een titel die niets met de oorlog te maken heeft. De fusillade/vallende hoornblazer kreeg als bijnaam "De keeper". Die bijnaam is opvallend, want van Bolhuis is ook een beeld bekend met de titel "Balspeler".

## Plaquettes
De tekst op de bovenste plaquette luidt:
FUSILLADEPLAATS IN DE 2e WERELDOORLOG
Op 12 maart 1945 werden hier 30 politieke gevangenen in een 

represaille-aktie door de Duitse bezetter ter dood gebracht.
Op de onderste plaquette staan in vijf kolommen de namen met de leeftijden, op volgorde van achternaam en leeftijd:
Wieger Boonstra (51 jaar)
Pieter F. Brittijn (42 jaar)
Frederik C.C.M. Coelen (39 jaar)
Jacobus C.R. van Eijk (21 jaar)
Gerardus W. Engelen (30 jaar)
Antonius J. Engelen (24 jaar)
Johan G. Eskens (20 jaar)
Willem van de Fliert (33 jaar)
Jacobus Goris (44 jaar)
Johannes Th. de Haan (44 jaar)
Hendrik Hekking (19 jaar)
Sander de Kleuver (21 jaar)
Pieter L. Merlijn (24 jaar)
Robert Murraij (26 jaar)
Roelof T. Oost (37 jaar)
Frans ten Pas (31 jaar)
Marinus A. Pijl (51 jaar)
Marinus A. Pijl (23 jaar)
Johannes C. Pijl (22 jaar)
Jan Pleeging (48 jaar)
Reinier Pletting (26 jaar)
Jan W. van Randen (21 jaar)
Jan D. Semeins (28 jaar)
Gerrit Stoof (26 jaar)
Hans Sturm (21 jaar)
Gerard H. van Tiel (19 jaar)
Willem J. van Velzen (58 jaar)
Leendert Verwoerd (45 jaar)
Arie H. Verwoerd (18 jaar)
Klaas Wever (20 jaar)